# Емори-Медоу Вју (Вирџинија)
Емори-Медоу Вју (енгл. Emory-Meadow View) град је у америчкој савезној држави Вирџинија.

## Демографија
По попису из 2000. године број становника је 2.266.
| Група             | 2000.         | 2010.    |
| Белци             | 2.116 (93,4%) | 0 (0,0%) |
| Афроамериканци    | 92 (4,1%)     | 0 (0,0%) |
| Азијати           | 23 (1,0%)     | 0 (0,0%) |
| Хиспаноамериканци | 10 (0,4%)     | 0 (0,0%) |
| Укупно            | 2.266         | 0        |